# Sprudelkolonnade

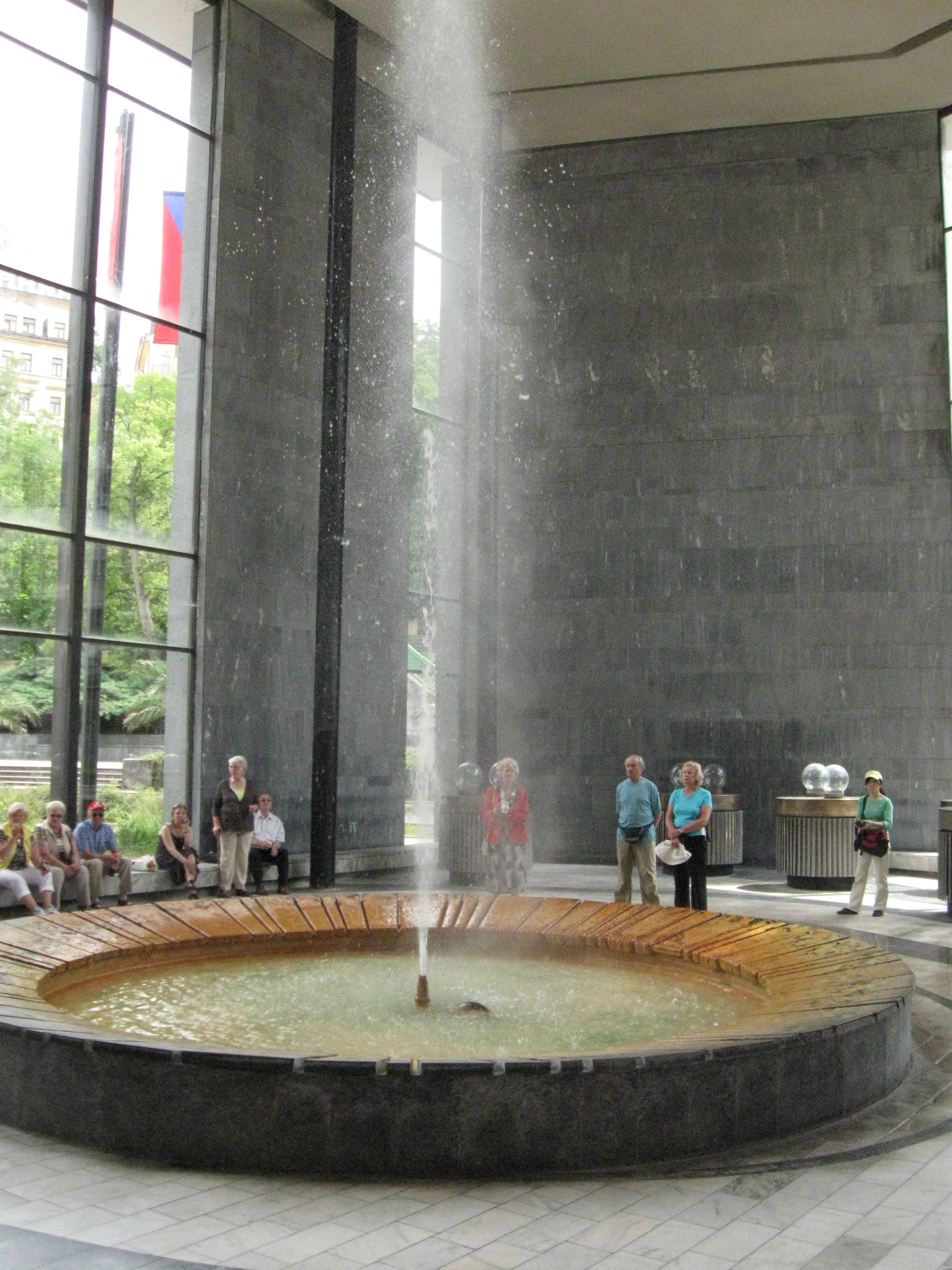
Der „Sprudel“ in Karlsbad

Die Sprudelkolonnade ist ein Bauwerk im tschechischen Kurort Karlsbad. Der Geysir des daneben befindlichen „Sprudels“ sprüht bis in eine Höhe von zwölf Metern.

## Geschichte
Lange Zeit war über dem Sprudel nur eine kleine Überdachung. Die erste Kolonnade wurde an dieser Stelle 1826 errichtet und 1879 durch eine gusseiserne Konstruktion ersetzt. Nach dem 1939 wegen Korrosionsschäden erforderlich gewordenen Abriss entstand vorübergehend eine Holzkonstruktion und 1975 dann eine verglaste Kolonnade aus Stahlbeton.

## Weitere Pläne
Die Zukunftspläne für die Kolonnade reichen von Abriss bis Erhalt. Eine 2016 von der Stadt Karlsbad beauftragte Expertengruppe konnte keine Entscheidung fällen. Gegen einen Abriss spricht dabei nach Angaben des stellvertretenden Bürgermeisters Jiří Klsák, dass ein etwaiger Neubau aufgrund des Untergrundes erst zehn Jahre nach dem Abriss erfolgen kann. Er sieht die Kolonnade als "historisches Erbe". Deshalb sollen bis 2018 zunächst Reparaturarbeiten im Wert von rund 40 Millionen Kronen erfolgen und den Weiterbetrieb für mindestens 15 Jahre ermöglichen.
Im Januar 2022 war die Sprudelkolonnade inklusive des Brunnens aufgrund umfangreicher Sanierungs- bzw. Umbauarbeiten unzugänglich.